# 沉睡殺人魔
小朗尼·大衛·富蘭克林（1952年8月30日—2020年3月28日），綽號叫沉睡殺人魔（Grim Sleeper），是一位美國連環殺手 ，他曾在加利福尼亞州洛杉磯至少犯下10起謀殺和1起企圖謀殺案。因為他似乎從1988年到2002年間末犯下罪行，因此被稱為沉睡殺人魔 。2010年7月，富蘭克林（Lonnie David Franklin Jr.）被捕，經過多次拖延，他的審判始於2016年2月。2016年5月5日，陪審團判定他殺害9名女性和1名少女。2016年6月6日，陪審團推薦死刑判決。2016年8月10日，洛杉磯高等法院判決死刑。2020年3月28日，他於聖昆丁州立監獄被發現在他的牢房中毫無反應，而且宣告死亡。

## 罪犯
富蘭克林於1952年8月30日出生，本來是清潔工，並為洛杉磯警隊看管車庫。他已經結婚並育有兩個孩子。1975年7月24日，他從美國陸軍退伍。

## 調查
2010年7月7日，《洛杉磯時報》報導沉睡殺人魔被逮捕的消息。地區檢察官Steve Cooley確定嫌犯為現年57歲的富蘭克林（1952年8月30日出生），1981年至1988年，他在洛杉磯市環境衛生部門工作。他被控在1985年8月至1988年9月期間殺害7名女子。接著沉寂了13年多後，又從2002年3月至2007年1月期間殺害3人。
調查員利用家族數據庫進行DNA比對，找到了富蘭克林曾服過刑的兒子，但他年齡太小，30年前不可能是凶手，所以調查對象最終指向了富蘭克林。之後臥底探員假扮比薩店服務員，從富蘭克林吃剩一半的比薩餅中取得了他的DNA，確認他就是犯人。

## 逝世
2020年3月28日，富蘭克林被發現在他的牢房中毫無反應，並於晚上7時43分宣告死亡。他的死因有待驗屍結果；但是，沒有發現外傷的跡象。

## 電影和電視節目
- 2014年，英國電影製作人尼克·布魯菲爾德（英语：Nick Broomfield）創作了一部關於富蘭克林的紀錄片，名為《Tales of the Grim Sleeper（英语：Tales of the Grim Sleeper）》。
- 2014年，Lifetime（英语：Lifetime (TV network)）上映了電影《The Grim Sleeper》，改編自這宗事件。
- Investigation Discovery（英语：Investigation Discovery）電視節目《The Face of Evil》的第1季第4集「The Grim Sleeper」中報導了這宗事件，於2019年5月9日播放。

## 外部連結
- Los Angeles Police Department "Grim Sleeper" page （页面存档备份，存于）Template:Mdashbfeatures photographs of unidentified potential victims
- （页面存档备份，存于） CNN Special Report; includes list of victims, connections, evidence, suspects, theories, and key persons involved
- GoogleMaps locations Google map of Grim Sleeper locations